# Crossosomatales
Crossosomatales é uma ordem de plantas angiospérmicas (plantas com flor - divisão Magnoliophyta), pertencente à classe Magnoliopsida (Dicotiledóneas - planta cujo embrião contém dois ou mais cotilédones).

## Famílias
Segundo o sistema de classificação filogenética Angiosperm Phylogeny Website, possui as seguintes famílias:
- Aphloiaceae (família monogenérica)
- Crossosomataceae
- Geissolomataceae (família monogenérica)
- Guamatelaceae (família monogenérica)
- Stachyuraceae (família monogenérica)
- Staphyleaceae
- Strasburgeriaceae
- Ixerbaceae (família monogenérica)

## Sinonímia
- Geissolomatales
- Staphyleales